# U-109 (1940)
U-109 — большая океанская немецкая подводная лодка типа IX-B, времён Второй мировой войны. Заводской номер 972.
Введена в строй 5 декабря 1940 года. Входила в 2-ю флотилию до 4 мая 1943 года. Совершила 9 боевых походов, потопила 12 судов (79 969 брт), повредила 1 судно (6 548 брт). Потоплена 4 мая 1943 года, южнее Ирландии, самолётом-бомбардировщиком, погиб весь экипаж 52 человека.